# Jan VIII. z Vendôme
Jan VIII. (II.) (1425 – 6. ledna 1478) byl hrabě z rodu Bourbonů. Hrabětem z Vendôme byl od roku 1466 až do své smrti.
Jeho otcem byl Ludvík z Vendôme, matkou Jana z Lavalu. Jako dvořan krále Karla VII. Francouzského bojoval proti Angličanům v Normandii a Guyenne. Osobně se připojil k Ludvíku XI. i když nebyl v jeho přízni. Stáhl se na zámek Lavardin, jehož stavbu dokončil.

## Rodina
Roku 1454 si vzal Isabelu z Beauvau, která byla dcerou Ludvíka z Beauvau, senešála z Anjou a Markéty z Chambley. Měli osm dětí:
- Jana, manželka hraběte Ludvíka z Grandpré
- Kateřina, manželka Gilberta z Chabannes
- Jana Bourbonská-Vendôme
- Reneé
- František, hrabě z Vendôme (1470–1495)
- Ludvík, princ z La Roche-sur-Yon
- Šarlota, manželka hraběte Engelberta z Nevers
- Isabela, abatyše klášteře sv. Trojice v Caen

Jan měl také dva nelegitimní syny:
- Ludvík, biskup v Avranches
- Jakub, guvernér z Valois a Vendemois, byl předkem Gabriely d'Estrées, milenky Jindřicha IV. Francouzského.